# Basisbreite
Die Basisbreite ist der reale oder virtuelle Abstand der zwei zur Stereofonie-Wiedergabe erforderlichen Lautsprecher. Auch der Abstand zweier zur stereofonen Aufzeichnung verwendeter Mikrofone wird als Basisbreite bezeichnet.

## Stereofonie-Wiedergabe
Die Basisbreite der beiden Lautsprecher bei der Stereowiedergabe, d. h. die Entfernung der beiden Lautsprecher voneinander, wird Lautsprecherbasis b genannt. Die Basisbreite ist von grundlegender Bedeutung für die Ausbildung der Stereohörfläche und damit für die Wiedergabequalität. Die Grundregel heißt: Günstigste Hörentfernung = 0,866 × Basisbreite; bei 2,50 m Basisbreite sollte die Hörentfernung somit 2,17 m sein. Damit ergibt sich das gleichseitige 60°-Stereodreieck.
Die zu wählende Basisbreite hängt von der Größe des Wiedergaberaums ab. Bei großen Räumen ist eine größere Basisbreite und damit ein erhöhter Hörabstand günstig, während kleine Räume nur eine geringere Basisbreite zulassen und den Hörer somit zu einem dichten Herangehen an die Wiedergabelautsprecher zwingen. Es gibt keine genauen Aufstellungsvorschriften für die Stereowiedergabe. Die Lokalisation der Richtung der Phantomschallquelle auf der Lautsprecherbasis wird mit Hörereignisrichtung bezeichnet.
Diese Anordnung der Stereolautsprecher rührt vermutlich von besten Sitzplätzen beim Besuch eines Orchester-Konzertes, bei denen ein ähnlicher Hörwinkel-Bereich herrscht. Die Stereofonie hat mit der Natürlichkeit der Schallwiedergabe jedoch oft wenig zu tun, da eine stereofone Aufnahme oft dadurch erzeugt wird, dass einzelne Stimmen mit jeweils einem Mikrofon aufgezeichnet werden und erst danach mehr oder weniger subjektiv zu einem Stereosignal abgemischt werden.
Die Basisbreite von eng beieinander liegenden Lautsprechern (zum Beispiel eines Radiorekorders) kann elektronisch virtuell verbreitert werden (Basisverbreiterung oder Basisbreitenvergrößerung); siehe dazu Stereo in der Praxis.

## Stereofone Aufzeichnung
Die Basisbreite der beiden Mikrofone, die zum Beispiel nach den AB-Verfahren in Laufzeitstereofonie eingesetzt werden, ist die Entfernung der beiden Mikrofone voneinander; sie wird Mikrofonbasis a genannt. Auch bei der Äquivalenzstereofonie spricht man von der Basisbreite des Hauptmikrofons; zum Beispiel ORTF a = 17 cm.
Die Basisbreite ist von großer Bedeutung, weil damit auch der Aufnahmebereich des Mikrofonsystems und die Abbildungsbreite auf der Lautsprecherbasis bestimmt wird. Zur Abbildung ganz seitlich aus der Richtung eines Lautsprechers ist bei der Summenlokalisation eine Laufzeitdifferenz Δ L von 1 bis 2 ms erforderlich, je nach Impulshaltigkeit der Signale. Die Mikrofonbasis des Mikrofonsystems entscheidet über die je nach Schalleinfallswinkel entstehende Laufzeitdifferenz und diese Laufzeitdifferenz entscheidet über die auf der Lautsprecherbasis entstehende Hörereignisrichtung der gehörten Phantomschallquellen.